# Antonio Barrera de Irimo
Antonio Barrera de Irimo (Ribadeo, 4 de enero de 1929-Madrid, 24 de septiembre de 2014) fue un político, profesor universitario, jurista y economista español.

## Biografía
Licenciado en Derecho y Economía en las Universidades de Deusto y Valladolid (entonces la Deusto no podía expedir títulos y los alumnos debían revalidar sus cursos en Valladolid), fue profesor de Hacienda Pública en Deusto y en la Universidad Central de Madrid.
En 1954 obtuvo plaza por oposición, y con el número uno en su promoción, en el  cuerpo de inspectores técnicos de Timbre del Estado (hoy, cuerpo de inspectores de Hacienda). En este puesto estuvo tres años, tras los cuales pasó a ocupar la vicesecretaría general Técnica del Ministerio de Hacienda. En 1960 fue nombrado presidente del Instituto de Estudios Fiscales, puesto que compatibilizó con el de secretario general del Ministerio de Hacienda, cargo para el que fue llamado por el ministro Mariano Navarro Rubio.
En 1965 fue designado presidente de la Compañía Telefónica Nacional de España (antecedente de lo que hoy es Telefónica), donde estuvo hasta la crisis ministerial de 1969. En junio de 1973 fue llamado por el presidente del Gobierno Luis Carrero Blanco para que ocupara la cartera de Hacienda,  a la que se dedicó hasta su dimisión en octubre de 1974, cuando cesa "motu proprio" en solidaridad con el ministro de Información y Turismo, Pío Cabanillas. Antes, y tras el asesinato de Carrero, Barrera fue ascendido por el nuevo presidente Carlos Arias Navarro a vicepresidente segundo del Gobierno, con el fin de que coordinara la política económica, pero Barrera pronto se dio cuenta de que el nuevo presidente no lo tiene en cuenta para tomar sus decisiones. No obstante, siguió trabajando con dedicación y el 25 de octubre de 1974 (cuatro días antes de su dimisión) anuncia un ambicioso programa de liberalización económica y simplificación administrativa.
Tras su marcha del Gobierno, quedó como consejero de la Compañía Telefónica Nacional de España, y más tarde como consejero también de otras importantes empresas españolas, como el Banco Hispano Americano y Fenosa. De Telefónica fue cesado en 1983, poco después de formarse el primer gobierno de Felipe González y cuando la empresa estaba bajo la dirección de Luis Solana. Un año antes, en el gobierno de Leopoldo Calvo-Sotelo, Barrera de Irimo elaboró una propuesta de holding empresarial con ocasión del Plan Nacional de la Industria Electrónica que pretendía aglutinar en torno a Telefónica varias empresas públicas, lo que fue valorado negativamente por los distintos sectores de las nuevas empresas privadas del país, en especial el sector bancario.[cita requerida]
| Predecesor: Alberto Monreal Luque | Ministro de Hacienda 1973 – 1974 | Sucesor: Rafael Cabello de Alba |